# Schramm-Löwner-Evolution
Die Schramm-Löwner-Evolution (SLE, auch stochastische Löwner-Evolution, wobei im Englischen meist Loewner geschrieben wird) aus dem Gebiet der stochastischen Geometrie bezeichnet eine einparametrige Familie von ebenen Kurven, die mit einem Zufallsgesetz gebildet werden. Sie sind konform invariant, was Verbindungen zur komplexen Analysis schafft, und ermöglichten Fortschritte in der strengen Behandlung vieler Modelle der statistischen Mechanik und ihres Verhaltens am kritischen Punkt (Ising-Modell, Perkolationstheorie, Selbstmeidende Pfade, verschiedene Irrfahrtvarianten wie schleifenbereinigte Irrfahrten (englisch loop erased random walk, LERW)), dem sogenannten Skalierungsgrenzfall, der einen Phasenübergang beschreibt, in dem das Modell skaleninvariant und damit konform invariant wird. Die Kurven sind Beispiele für Fraktale.
Eingeführt wurde die SLE 2000 von Oded Schramm, wobei sich das Loewner auf einen dabei verwendeten Beitrag aus der Funktionentheorie von Charles Loewner von 1923 bezog. Das S in SLE stand bei Schramm für stochastisch, später machte man in Anerkennung von Schramm daraus Schramm-Loewner-Evolution.
Die SLE war ab den 2000er Jahren eines der aktivsten Forschungsgebiete der Wahrscheinlichkeitstheorie mit zwei Fields-Medaillen für Forschung auf diesem Gebiet (Wendelin Werner, Stanislaw Smirnow).

## Geschichte und Motivation
Systeme der statistischen Mechanik am kritischen Punkt (Phasenübergang) wurden seit Ende der 1960er Jahre mit großem Erfolg durch die von Kenneth Wilson entwickelte Methode der Renormierungsgruppe beschrieben, die Methoden benutzte, die ursprünglich aus der Quantenfeldtheorie der Elementarteilchenphysik stammte (nur in euklidischen Räumen statt im Minkowskiraum). Ein weiterer wichtiger Schritt war die Anwendung konformer Feldtheorien auf zweidimensionale Systeme der statistischen Mechanik. Die SLE entstand aus dem Bemühen von Mathematikern, den dabei von Physikern erzielten Ergebnisse und Vermutungen eine mathematisch exakte Grundlage zu geben. Insbesondere suchte man strenge Beweise für Vermutungen wie der von John Cardy, dass bei kritischer Perkolation Cluster die Randpunkte einfach zusammenhängender Gebiete {\displaystyle D} verbinden sollten, in denen das Perkolationsmodell betrachtet wird, und wollte die genaue mathematische Bedeutung der Erfolge der Verwendung konformer Feldtheorien in der statistischen Physik besser verstehen. Dazu untersuchte man die „zeitliche“ Entwicklung (Evolution) einer stetigen Kurve {\displaystyle \gamma (t)}, die vom Rand eines einfach zusammenhängenden Gebiets {\displaystyle D} in der Ebene startet. Diese kann etwa als Modell für die Randkurve eines Clusters in der Perkolationstheorie dienen (die als diskretes Modell auf einem Gitter definiert sind, man kann aber den Kontinuumsgrenzfall verschwindender Gitterabstände betrachten).
Löwner hatte ein ähnliches Modell bei der konformen Abbildung untersucht. Er betrachtete eine Kurve {\displaystyle \gamma (t)}, die von einem Randpunkt eines einfach zusammenhängenden Gebiets {\displaystyle D} der komplexen Ebene startet, wobei die Evolution durch eine reelle stetige Funktion {\displaystyle \zeta (t)} vorgegeben ist. Die Kurve soll sich nicht selbst schneiden. Loewner betrachtete das Verhalten der Kurve nicht direkt, sondern über ihr Komplement {\displaystyle D\backslash \gamma }, das einfach zusammenhängend war und daher konform in eines der vom Riemannschen Abbildungssatz vorgegebenen Standardgebiete (Inneres der Einheitskreisscheibe, obere Halbebene, Riemannsche Zahlenkugel) abgebildet werden konnte. Löwner zeigte, dass diese Abbildung durch die reelle Funktion {\displaystyle \zeta (t)} (die „treibende Funktion“) bestimmt wird und leitete für die Evolution der Kurve mit seiner Konstruktion eine nach ihm benannte Differentialgleichung ab (einer Evolutionsgleichung mit {\displaystyle t} als unabhängiger Variabler).
Insbesondere konnte die treibende Funktion auch einen Zufallsprozess bei einer Zufallskurve {\displaystyle \gamma } beschreiben. Schramm fand, dass für konforme Invarianz des zugehörigen Wahrscheinlichkeitsmaßes auf der Kurve der Zufallsprozess der Evolution von {\displaystyle \zeta (t)} eine eindimensionale Brownsche Bewegung sein musste, mit einem Parameter {\displaystyle \kappa \geq 0} in der Art einer Diffusionskonstante.
Die Theorie sollte nach ihren Voraussetzungen auf alle Modelle der statistischen Mechanik anwendbar sein, in denen ein Kreuzungsverbot für die entsprechenden Kurven existiert und die im Kontinuumsgrenzfall konform invariant sind. Der Kontinuumsgrenzfall entspricht bei Gittermodellen dem Fall, dass die Gitterabstände gegen Null gehen. Konforme Invarianz liegt am kritischen Punkt (Phasenübergang) vor, in der das System über alle Längenskalen ähnlich aussieht. Schramm, Wendelin Werner und Gregory Lawler zeigten in einer Reihe von Arbeiten, dass eine ganze Reihe von Eigenschaften am kritischen Punkt (wie verschiedene kritische Exponenten, die Hausdorff-Dimension verschiedener Begrenzungskurven) mit SLE mathematisch streng abgeleitet werden konnten (falls die erwähnten Voraussetzungen erfüllt waren). Als dann Stanislaw Smirnow konforme Invarianz im Kontinuums-Grenzfall von Perkolation auf dem Dreiecksgitter nachweisen konnte, waren damit die kritischen Exponenten im Fall zweidimensionaler Perkolation mathematisch streng abgeleitet. Es wird vermutet, dass konforme Invarianz im Kontinuumsgrenzfall auch bei anderen wichtigen Gittermodellen der statistischen Mechanik wie den {\displaystyle O(N)} Modellen, dem Ising-Modell, dem XY-Modell, dem Potts-Modell vorliegt. Jedes dieser Modelle entspricht einer bestimmten Wahl des Parameters {\displaystyle \kappa }, die zugehörige SLE wird mit {\displaystyle SLE_{\kappa }} bezeichnet.

## Definition
Die SLE wird als komplexwertige Lösung der Löwner-Differentialgleichung mit einer treibenden reellen Funktion {\displaystyle \zeta (t)} definiert, die einer eindimensionalen Brownschen Bewegung entspricht. Durch die Konstruktion wird eine Zufallskurve erzeugt, die aber zugleich konform invariant ist. Sie hat einen Parameter {\displaystyle \kappa >0}. Es wird unterschieden zwischen radialer SLE, chordaler SLE und SLE in der ganzen komplexen Ebene.
Betrachtet wird ein einfach zusammenhängendes offenes Gebiet {\displaystyle D\subseteq \mathbb {C} } und eine Kurve {\displaystyle \gamma (t)} ({\displaystyle t\geq 0}) in {\displaystyle D}. Die Endpunkte sind {\displaystyle \gamma (0)=z} und {\displaystyle \gamma (t)=w}. Bei chordalen SLE verbindet die Kurve zwei Randpunkte aus {\displaystyle \partial D}, bei der radialen SLE einen Randpunkt mit einem inneren Punkt von {\displaystyle D}, bei der SLE in der gesamten komplexen Ebene zwei Punkte in {\displaystyle \mathbb {C} }. Häufig wird für die chordale SLE eine Abbildung der oberen Halbebene genommen (wobei die Randpunkte auf der reellen Achse und im Unendlichen liegen) und für die radiale SLE das Innere des Einheitskreises (wobei die SLE Kurve einen Randpunkt mit dem Ursprung verbindet).
{\displaystyle D} sei zum Beispiel im Fall der chordalen SLE die obere Halbebene (einschließlich des Punkts im Unendlichen) {\displaystyle \mathbb {H} }, wobei {\displaystyle \gamma (\zeta (t))} einen Anfangswert für {\displaystyle t=0} auf der reellen Achse hat, dann bildet man {\displaystyle \mathbb {H} \backslash \gamma } mit einer analytischen, eineindeutigen Funktion {\displaystyle f_{t}} konform auf {\displaystyle \mathbb {H} } ab (die unabhängige Variable t erscheint hier als tiefgestellter Index). {\displaystyle \gamma } heißt SLE-Kurve oder auch Spur der SLE. {\displaystyle g_{t}} sei die Umkehrfunktion. Für die Evolution der Kurve gilt nach geeigneter Normierung die Löwner-Differentialgleichung
{\displaystyle {\frac {\partial f_{t}(z)}{\partial t}}={\frac {df_{t}(z)}{dz}}{\frac {2}{\zeta (t)-z}}}
{\displaystyle {\frac {\partial g_{t}(z)}{\partial t}}={\frac {2}{g_{t}(z)-\zeta (t)}}.}
jeweils für die Funktionen {\displaystyle f_{t},g_{t}}.
Wählt man für {\displaystyle D} das Innere des Einheitskreises (radiale SLE) hat man
{\displaystyle {\frac {\partial f_{t}(z)}{\partial t}}=-z{\frac {df_{t}(z)}{dz}}{\frac {\zeta (t)+z}{\zeta (t)-z}}}
{\displaystyle {\dfrac {\partial g_{t}(z)}{\partial t}}=g_{t}(z){\dfrac {\zeta (t)+g_{t}(z)}{\zeta (t)-g_{t}(z)}}.}
Dabei besteht durch analytische Fortsetzung der auf {\displaystyle D\backslash \gamma } definierten Abbildung {\displaystyle f_{t}} bzw. ihrer Umkehrabbildung {\displaystyle g_{t}} zwischen {\displaystyle \zeta (t)} und {\displaystyle \gamma (t)}:
{\displaystyle f_{t}(\zeta (t)=\gamma (t)}
{\displaystyle g_{t}(\gamma (t))=\zeta (t)}
Für {\displaystyle \zeta (t)={\sqrt {\kappa }}B(t)} wird die eindimensionale Brownsche Bewegung genommen mit einer Diffusionskonstante {\displaystyle \kappa }. Die damit gebildete {\displaystyle g_{t}(z)} Lösung der Differentialgleichung mit Anfangswert {\displaystyle g_{0}(z)=z} heißt {\displaystyle SLE_{\kappa }}.

## Spezielle Werte der Diffusionskonstante und Ergebnisse
- {\displaystyle \kappa =2} Schleifenbereinigte Irrfahrt (eingeführt durch Greg Lawler), diesen Fall behandelte Schramm 2000 in seiner ursprünglichen Arbeit mit dem Beweis durch Lawler, Schramm und Werner 2004.[6] Eng mit ihm verbunden ist der Uniform Spanning Tree (UST) (ein Zufallsbaum, dessen Umrisskurve ist mit {\displaystyle SLE_{8}} verbunden).
- {\displaystyle \kappa ={\frac {8}{3}}} Randkurven der Cluster bei Brownscher Bewegung und vermutlich Skalierungsgrenzwert des selbstmeidenden Pfades[7]
- {\displaystyle \kappa =3} Randkurven der Cluster im Ising-Modell[8]
- {\displaystyle 0\leq \kappa \leq 4} die Kurve ist einfach (sie schneidet sich nicht selbst)
- {\displaystyle \kappa =4} Harmonic Explorer[9]
- {\displaystyle 4<\kappa <8} die Kurve schneidet sich selbst, jeder Punkt wird von der Kurve umschlossen, aber sie ist nicht raumfüllend.[10]
- für {\displaystyle \kappa \geq 8} ist die Kurve raumfüllend (mit Wahrscheinlichkeit 1)
- {\displaystyle \kappa =6} kritische Perkolation auf dem Dreiecksgitter (Smirnov 2001) und vermutlich auch auf anderen Gittern. Dies ermöglichte die strenge Ableitung kritischer Exponenten bei ebener Perkolation[11] (mit älteren Arbeiten von Harry Kesten).[12]

Die SLE entsprechenden konformen Feldtheorien, haben zentrale Ladung c mit
{\displaystyle c={\frac {(8-3\kappa )(\kappa -6)}{2\kappa }}}
Für {\displaystyle c<1} entspricht das zwei Werten von {\displaystyle \kappa }: ein Wert liegt in {\displaystyle 0\leq \kappa \leq 4}, der andere ist dazu „dual“ {\displaystyle {\frac {16}{\kappa }}} und größer als vier.
Nach Vincent Beffara ist die Hausdorff-Dimension der SLE-Kurven gleich dem Minimum von {\displaystyle 2} und {\displaystyle 1+{\frac {\kappa }{8}}} (mit Wahrscheinlichkeit 1). Mit anderen Worten die fraktale Dimension wächst vom Wert {\displaystyle 1} einer ebenen Kurve im Fall {\displaystyle \kappa =0} (keine stochastische Bewegung) bis zum Wert {\displaystyle 2} ab {\displaystyle \kappa =8}, dem maximal möglichen Wert in einer Ebene (Dimension 2, raumfüllende Kurve). Mit {\displaystyle SLE_{6}} zeigten Lawler, Schramm und Werner 2001, dass die fraktale Dimension des Randes ebener Brownscher Bewegung {\displaystyle {\frac {4}{3}}} ist.